# Albert Heywood
Albert Edwards Heywood (12 tháng 5 năm 1913 – tháng 5 năm 1989) là một cầu thủ bóng đá người Anh từng thi đấu ở vị trí thủ môn cho Sunderland.